# Jan Olszowski
Jan Konstanty Olszowski (ur. 23 grudnia 1947 w Opolu) – polski polityk, prawnik i samorządowiec, radca prawny, burmistrz Zielonki, poseł na Sejm II kadencji.

## Życiorys
W 1976 ukończył studia na Wydziale Prawa i Administracji Uniwersytetu Warszawskiego. Uzyskał uprawnienia radcy prawnego. W wyborach samorządowych w 1990 został wybrany radnym Zielonki z ramienia Komitetu Obywatelskiego, następnie zaś burmistrzem tego miasta. W 1993 uzyskał mandat posła na Sejm II kadencji w okręgu podwarszawskim z listy Unii Demokratycznej. Zasiadał w Komisji Administracji i Spraw Wewnętrznych oraz w Komisji Polityki Przestrzennej, Budowlanej i Mieszkaniowej. Był także członkiem trzynastu podkomisji. W 1997 i 2001 bez powodzenia kandydował do Sejmu z listy Unii Wolności. Na przełomie 1994 i 1995 bez powodzenia ubiegał się o urząd prezydenta Pruszkowa. Później ponownie wykonywał mandat radnego (do 2002), powrócił też do pracy w zawodzie radcy prawnego.